# ۱۶۲۴۶ کانتور
سیارک ۱۶۲۴۶ (به انگلیسی: 16246 Cantor، نامگذاری:2000HO3) شانزده هزار و دویست و چهل و ششمین سیارک کشف شده‌است که در ۲۷ آوریل ۲۰۰۰ کشف شد.
قدر مطلق سیارک برابر ۱۴٫۸۰ است.